# Platylabus sternoleucus
Platylabus sternoleucus är en stekelart som först beskrevs av Wesmael 1853.  Platylabus sternoleucus ingår i släktet Platylabus, och familjen brokparasitsteklar. Arten är reproducerande i Sverige.